# Karabin Remington SR-8
Remington SR-8 – był prototypem karabinu snajperskiego opracowanym przez amerykańską firmę Remington Arms. Pierwotnie karabin tworzony był na potrzeby włoskiej armii ((wł.) Esercito Italiano) i zaprojektowany na nabój .338 Lapua. 
Karabin został zbudowany na projekcie dwóch innych karabinów wyborowych – Remingtona M700 i M24. Obecnie status projektu tego karabinu jest nieznany.
Broń pojawiła się w grach komputerowych Urban Terror i w dodatku True Combat: Elite do gry Wolfenstein: Enemy Territory.